# Cours-les-Barres
Cours-les-Barres é uma comuna francesa na região administrativa do Centro, no departamento de Cher. Estende-se por uma área de 21,16 km². Em 2010 a comuna tinha 1 050 habitantes (densidade: 49,6 hab./km²).